# 雅瓜里亚伊瓦
雅瓜里亚伊瓦是巴西巴拉那州的一个市镇。总面积1523.793平方公里，总人口33041人，人口密度21.7人/平方公里。